# HERO (SILENT SIRENの曲)
「HERO」（ヒーロー）は、2019年12月13日にユニバーサルミュージック内のレーベルEMI Recordsから発売された日本のガールズバンドSILENT SIRENの配信限定シングルである。

## 概要
- 前作から9ヶ月ぶりとなる配信限定シングル。
- 表題曲HERO、カップリング曲OVER DRIVEに加え、インディーズの頃のアルバムラブシル収録の「イブニングスター」の2019 New Recording ver.や同じくインディーズ時代の曲でサイサイ収録の「All Right〜"今"を懸ける〜」の2017.11.13 @Nippon Budokan ver.も収録されている[4]。

## 収録曲
1. HERO
作詞 すぅ 作曲 クボナオキ
ミュージックビデオには事務所の後輩である反田葉月が出演。
2. OVER DRIVE
作詞 ゆかるん 作曲 クボナオキ
3. イブニングスター(2019 New Recording ver.)
作詞 すぅ 作曲 クボナオキ
4. All Right〜"今"を懸ける(2017.11.13 @Nippon Budokan ver.)
作詞 すぅ 作曲 クボナオキ